# Lågtyska språk
Lågtyska språk (Nederduitse talen, Niederdeutsche Sprachen) är undergrupp till den  västgermanska språkgruppen i den germanska språkfamiljen, innefattande språk som talas i bland annat norra Tyskland, Nederländerna, Belgien, Surinam och Sydafrika.
Det lågtyska språket, som inte får förväxlas med den lågtyska språkfamiljen som det tillhör, är ett regionalt språk som i dag talas i norra Tyskland och förr var Hansans lingua franca.
Lågtyska språk skiljs i huvudgrenarna lågsaxiska språk, dit lågtyska hör, och lågfrankiska språk, dit bland andra nederländskan hör. Stundom utgör endast de lågsaxiska språken de lågtyska, stundom inkluderas de lågfrankiska. 
Lågtyskan särskiljs från högtyska principiellt genom att den senare genomgick ett konsonantskifte under 700-talet och 800-talet. I högtyskan blev, /k/, /p/, /t/ under denna tid /h/, /pf/, /ts/ använt i början av ord, och /x/, /f/, /s/ i mellan- eller slutposition. I plattyskan, liksom i engelska, frisiska och de skandinaviska språken, behölls de gamla /k/, /p/, /t/ som i engelskans "better", holländskans "beter", som i tyskan blev "besser".

## Familjeträd
Observera att skillnader mellan underfamiljer av germanska sällan preciseras.
- Lågfrankiska
  - Nederländska (i Nederländerna)
  - Flamländska (i västra Flandern och områden nära Belgien, Nederländerna, och Frankrike)
  - Afrikaans (i Sydafrika)
- Lågsaxiska
  - Nordlågsaxiska (normal lågsaxiska), i norra Tyskland
    - Slesvigska
    - Holsteinska
    - Hamburgska
    - Bremska
    - Heidska
    - Östfreska

  - Westfaliska (västra Tyskland)
  - Ostfaliska (södra Niedersachsen, Tyskland)
  - Plautdietsch (i Kanada och Förenta staterna)
  - Nederländsk lågsaxiska
    - Achterhoeks (i Gelderland)
    - Drents (i Drenthe)
    - Gronings (i Groningen)
    - Sallands (i centrala Overijssel)
    - Stellingwerfs (i Stellingwerven, i Friesland)
    - Twents (i östra Overijssel)
    - Veenkoloniaals (i nordöstra Nederländerna)
    - Veluws (i Gelderland)
    - Westerwolds (i nordöstra Nederländerna)
- Östlågtyska
  - Mecklenburgska
  - Pommerska
  - Brandenburgska
  - Berlinska
  - Västpreussiska (nästan utdött)
  - Östpreussiska (nästan utdött)